# Juri Jakowlewitsch Arbatschakow
Juri Jakowlewitsch Arbatschakow (russisch Юрий Яковлевич Арбачаков; * 22. Oktober 1966 in Kemerowo, Sowjetunion) ist ein ehemaliger russischer Boxer.

## Amateur
Die größten Erfolge Arbatschakows als Amateurboxer waren im Jahr 1989 der Gewinn der Europameisterschaft in Athen und der Weltmeisterschaft in Moskau im Fliegengewicht. Seine Bilanz 165-21 (53 K. o.).

## Profi
Er wurde 1990 unter dem Namen „Yuri Ebihara“ Profi in Japan. Am 23. Juni 1992 gewann er in seinem 13. Kampf als erster Russe einen Weltmeistertitel bei den Profis, er besiegte den WBC-Titelträger Muangchai Kittikasem aus Thailand durch K. o. in der achten Runde.
Auf Grundlage dieses spektakulären Knockouts wurde er von US-amerikanischen Fachzeitschriften schnell aus schlagstark eingeschätzt, auch wenn Kittikasem bereits zuvor vorzeitig verloren hatte. Oscar Arciniega, den Arbatschakow in einer Titelverteidigung nur nach Punkten schlagen konnte, war ebenfalls in früheren Kämpfen mehrfach K. o. gegangen.
Er verteidigte den Gürtel gegen Hugo Soto (K. o. 8) sowie den ungeschlagenen Chatchai Sasakul (Punktsieg), der ihn aber im Rückkampf am 12. November 1997 nach Punkten besiegte und ihm den Titel entriss. Arbatschakow beendete daraufhin seine Karriere.